# 2000年夏季奥林匹克运动会马耳他代表团
2000年夏季奥林匹克运动会马耳他代表团是马耳他派出的2000年夏季奥林匹克运动会代表团。